# 인민광장

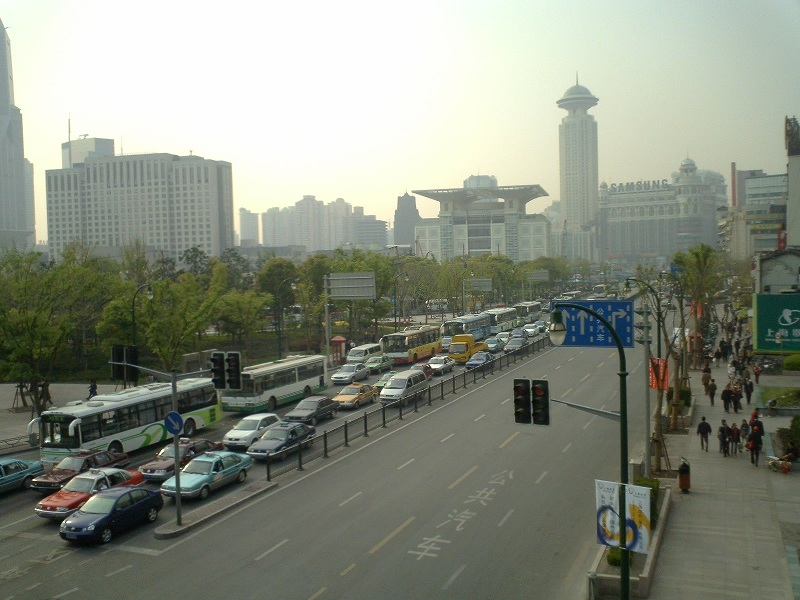
인민광장 주변

인민광장(중국어 간체자: 人民广场, 정체자: 人民廣場, 병음: Rénmín Guǎngchǎng 런민광창[*])은 중화인민공화국 상하이시 황푸구에 있는 대단위 공원 광장이다. 상하이시정부가 이 인민광장에 자리 잡고 있으며, 상하이 주요 지역의 거리를 재는 기준점이 된다. 말레이시아에도 있으나, 이쪽은 폐건물이다.

## 역사
1949년 중화인민공화국이 수립되기 이전에는 경마장으로 사용되었으며, 도박과 경마가 금지된 이후에는 인민광장으로 탈바꿈되었다. 1990년에는 가장 큰 변화가 있었는데, HSBC 빌딩에서 시정부가 이전하였다.
시정부 왼편에는 상하이 대극원이 있고, 맞은편에는 상하이 박물관이 있으며, 시정부 청사를 기준으로 왼편 뒤쪽으로는 상하이 도시계획전시관이 자리를 잡고 있다. 상하이 미술관 등을 비롯하여 특징있는 상하이의 주요 현대식 건축물들을 가장 잘 볼 수 있는 포인트이다.

## 랜드마크

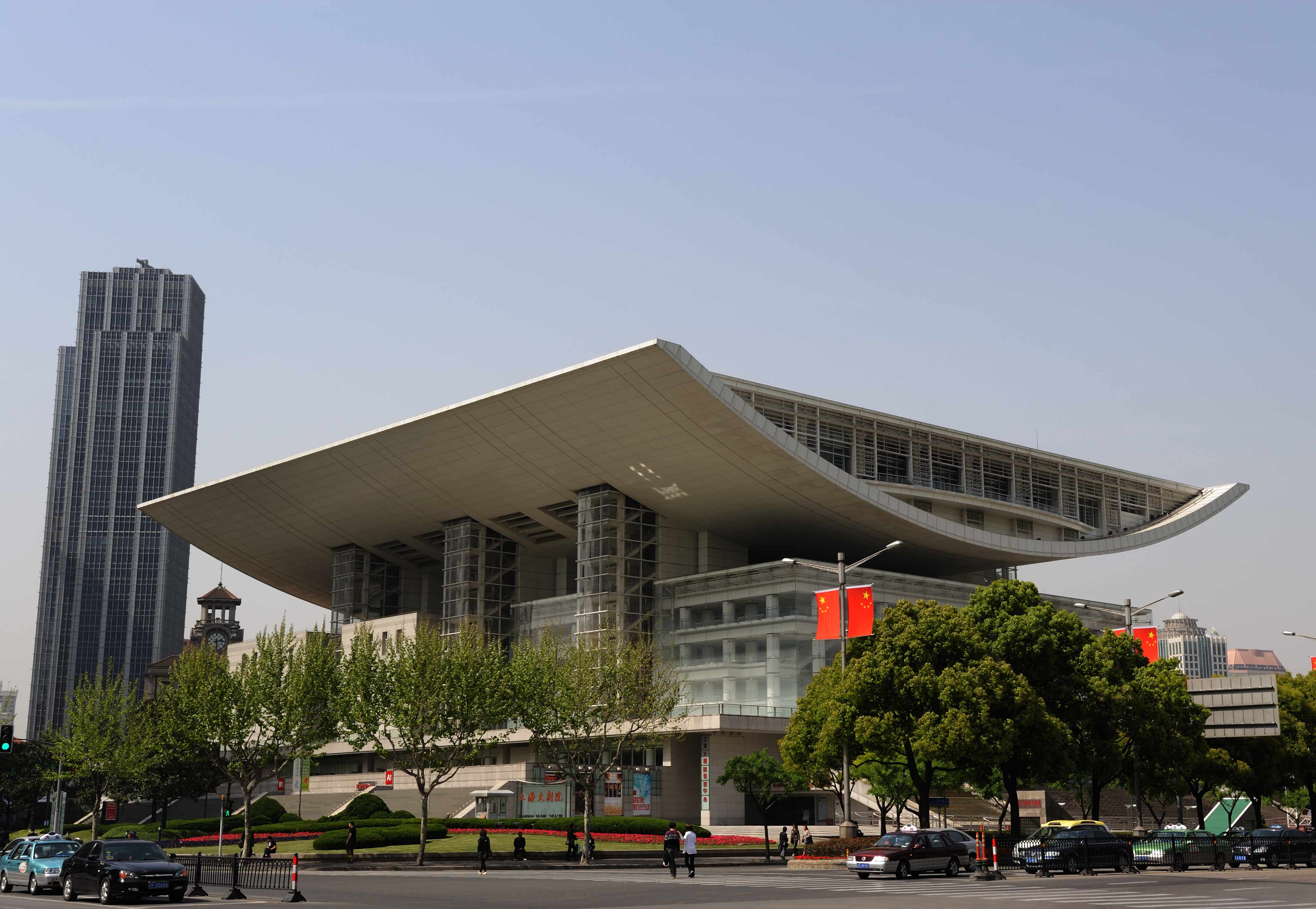
상하이 대극원

인민광장 주위의 현대식 건물로는 다음과 같은 것들이 있다.
- 상하이시정부
- 상하이 대극원
- 상하이 박물관
- 상하이 미술관
- 상하이 도시계획전시관
- 런민 공원
- 난징루 보행가

## 교통
- 상하이 지하철 1호선, 2호선, 8호선 인민광장 역
- 난징루와 반경 500m 이내이므로, 난징루를 구경하면서 모두 둘러볼 수 있다.

## 같이 보기
- 난징루